# Convenzione internazionale sulla ricerca ed il salvataggio marittimo

Logo del Numero blu per le emergenze in mare e sulle spiagge.

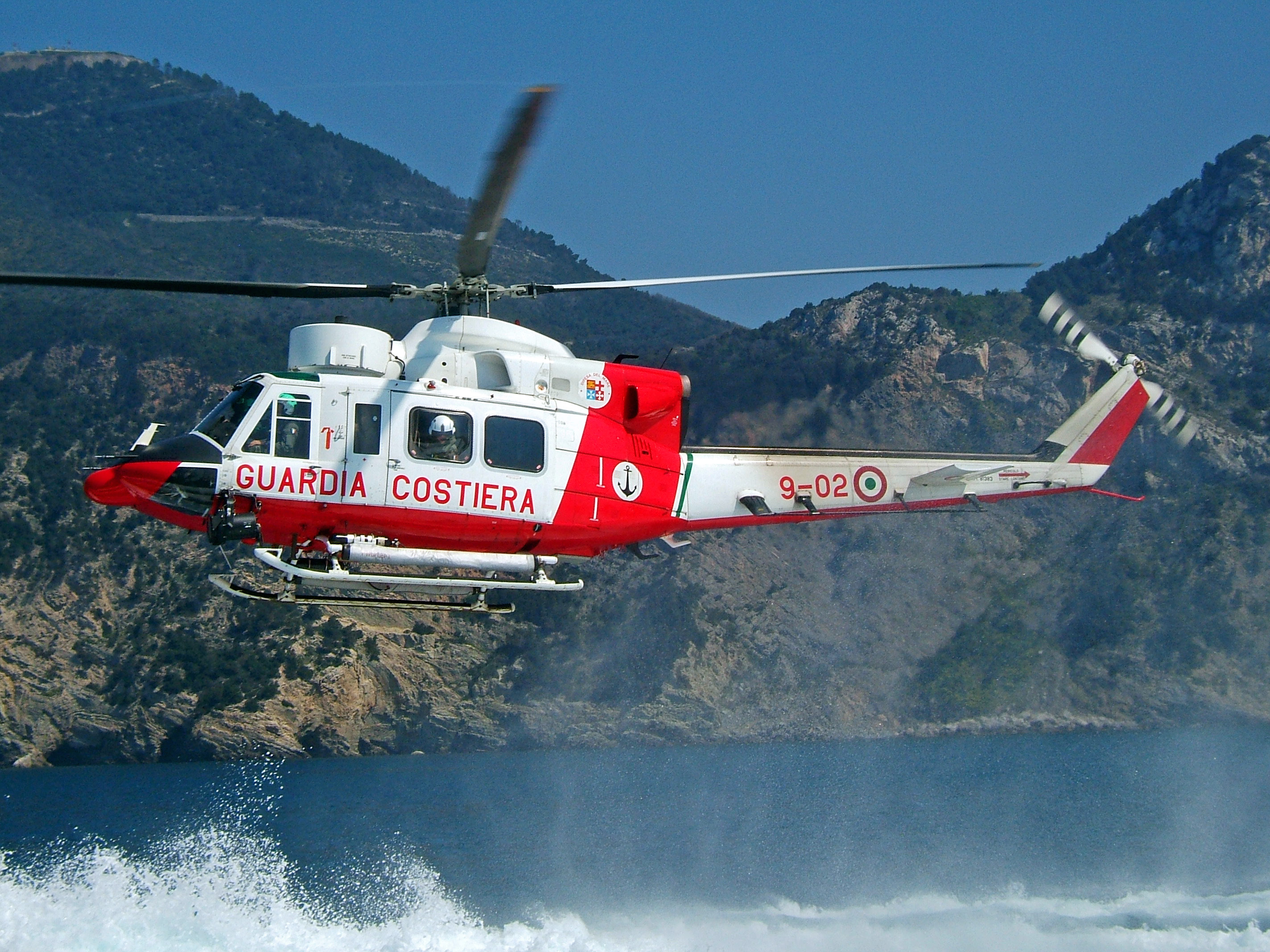
Un AB-412 CP "Koala" del Corpo delle capitanerie di porto - Guardia costiera

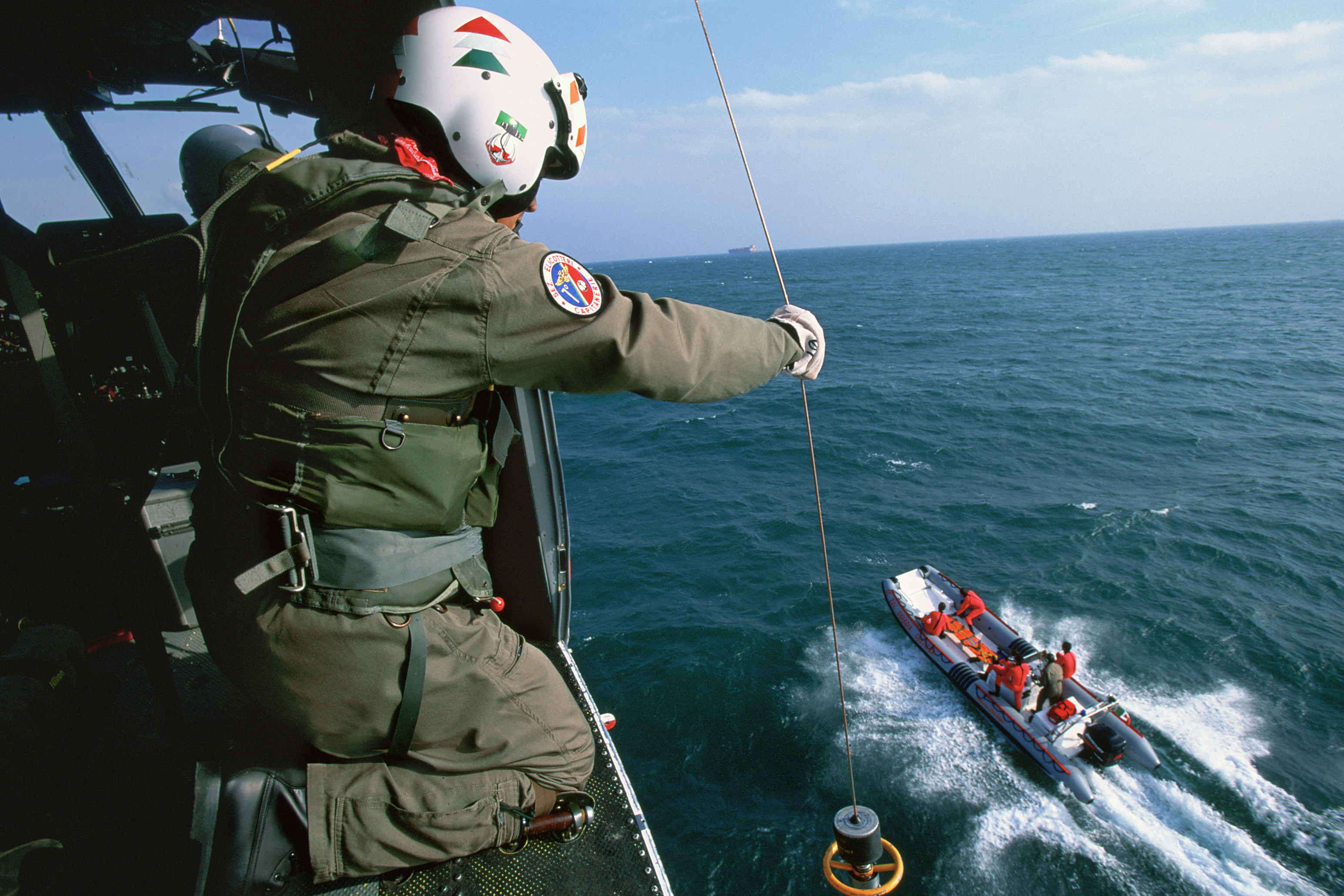
Un operatore di volo della Guardia costiera a bordo di un AB-412 CP "Koala"

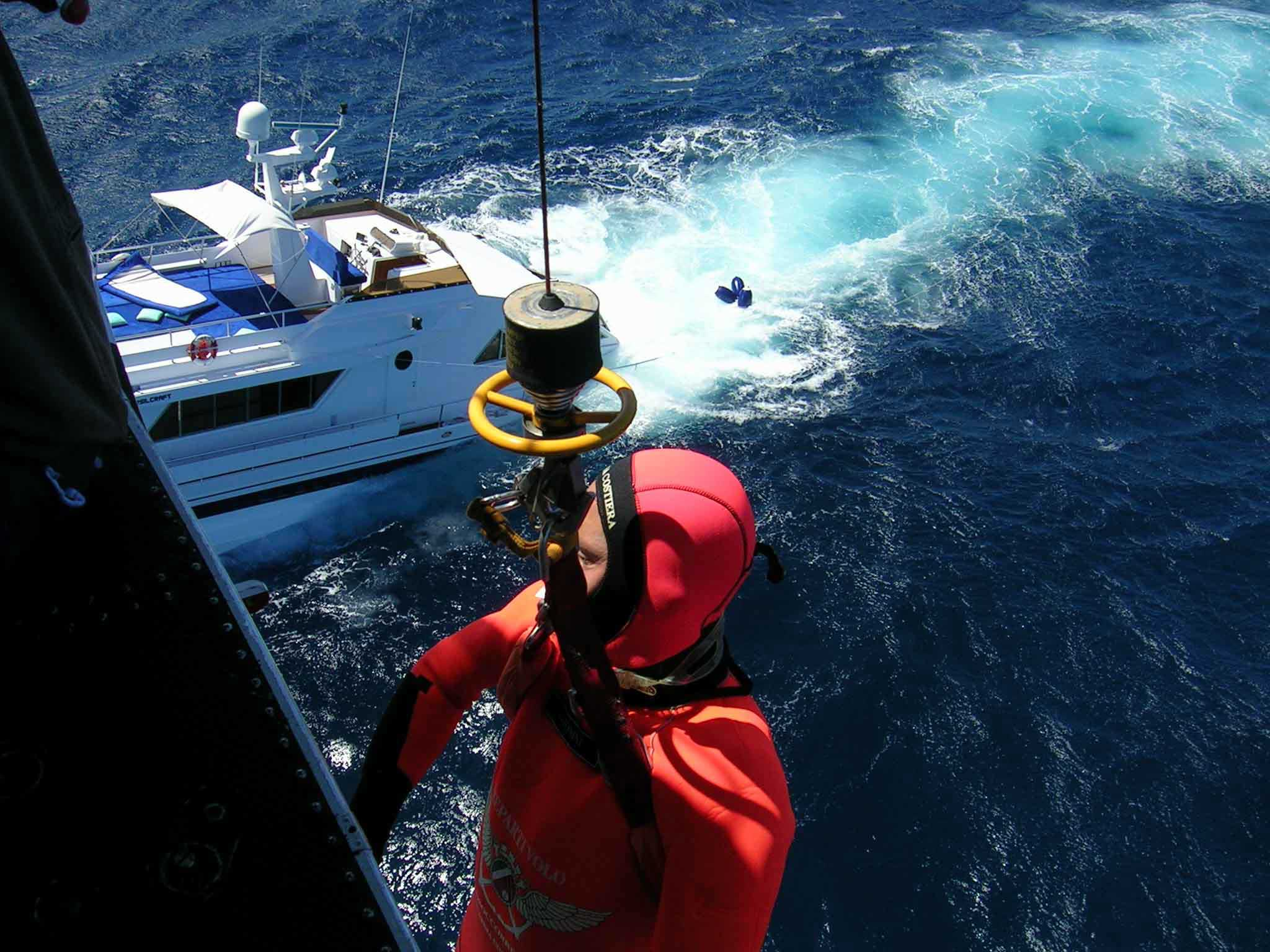
Un operatore di volo della Guardia Costiera recupera con il verricello un aerosoccorritore su un AB-412 CP "Koala"

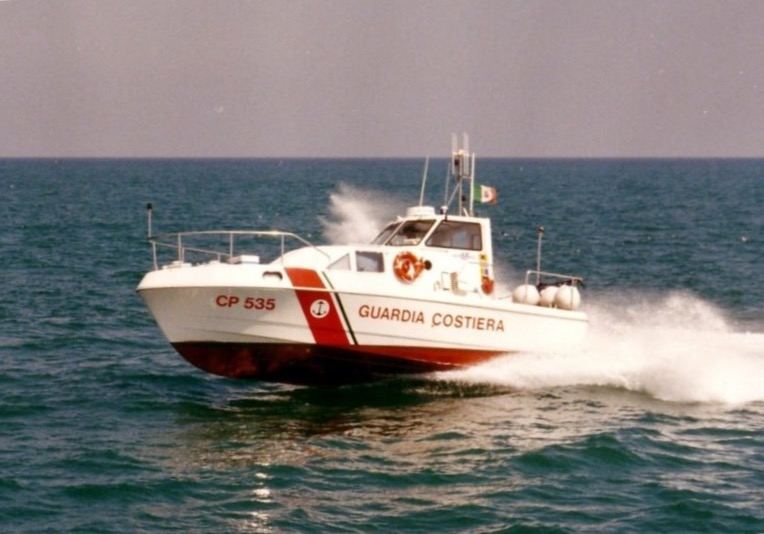
Una motovedetta classe 500 durante un'operazione SAR

La Convenzione internazionale sulla ricerca ed il salvataggio marittimo (nota anche semplicemente come: SAR, acronimo di search and rescue) siglata ad Amburgo il 27 aprile 1979 ed entrata in vigore il 22 giugno 1985, è un accordo internazionale elaborato dall'Organizzazione Marittima Internazionale (IMO), volto a tutelare la sicurezza della navigazione mercantile, con esplicito riferimento al soccorso marittimo.
È stata modificata due volte: la prima volta nel 1998 con la risoluzione MSC.70 (69) e la seconda volta nel 2004 con la risoluzione MSC.155 (78); successivamente l'IMO, in collaborazione con l'Organizzazione internazionale dell'aviazione civile (ICAO), ha predisposto il Manuale internazionale di ricerca e soccorso aero marittimo, noto come Manuale IAMSAR (International Aeronautical and Maritime Search and Rescue Manual).

## In Europa

### Italia
In Italia ad essere investito per legge delle funzioni SAR in mare è il Corpo delle capitanerie di porto, il quale, pur essendo uno dei corpi specialistici della Marina Militare italiana, svolge compiti relativi agli usi civili del mare con funzioni amministrativo-burocratiche, di polizia giudiziaria e di guardia costiera.
L'organizzazione a livello territoriale è stata definita con il decreto interministeriale dell'8 giugno 1989. Essa è attualmente ripartita in:
- 1 MARICOGECAP - Comando generale, con funzioni di centro nazionale di soccorso in mare (IMRCC)
- 15 DIREZIOMARE - direzioni marittime, cui fanno capo altrettanti centri secondari di soccorso (MRSC)
- 55 COMPAMARE - compartimenti marittimi-capitanerie di porto
- 51 CIRCOMARE - uffici circondariali marittimi
- 128 LOCAMARE - uffici locali marittimi
- 61 DELEMARE - delegazioni di spiaggia

Nell'ambito della funzione di ricerca e soccorso, il suo braccio operativo, ovvero la guardia costiera svolge la funzione di coordinamento generale dei servizi di soccorso marittimo (di cui all'articolo 3, comma 1, lettera "a", del decreto del presidente della Repubblica 28 settembre 1994, n. 662), ed è l'organo competente per l'esercizio delle funzioni di ricerca e salvataggio in mare (ai sensi degli articoli 69, 70 e 830 del codice della navigazione), di disciplina, monitoraggio e controllo del traffico navale, di sicurezza della navigazione e del trasporto marittimo, nonché delle relative attività di vigilanza e controllo, ai sensi del codice della navigazione, della legge 28 dicembre 1989, n. 422 e delle altre leggi speciali.
Il regolamento di attuazione della convenzione di Amburgo del 1979 sul soccorso marittimo (d.P.R. 28 settembre 1994, n. 662), è il documento di coordinamento in materia di ricerca e soccorso in mare. Esso dispone l'organizzazione del sistema di soccorso secondo precisi criteri aderenti alla normativa internazionale. In questo assetto, Il Comando generale del Corpo delle capitanerie di porto, attraverso la propria centrale operativa, ha assunto le funzioni di "Italian Maritime Rescue Coordination Centre" con l'acronimo IMRCC (Centro nazionale di coordinamento del soccorso marittimo). L'IMRCC, in tale veste, assume il coordinamento delle operazioni di soccorso in mare nell'area marittima SAR di competenza italiana, mantenendo collegamenti internazionali con gli omologhi di altri Stati in caso di soccorso in favore dei mezzi e cittadini italiani al di fuori della propria area di competenza; analogamente, è incaricato del soccorso a mezzi e persone straniere nelle acque italiane. In questo ambito le direzioni marittime, con le loro sale operative, assumono le funzioni di centri secondari di soccorso marittimo (MRSC) e assicurano il coordinamento delle operazioni SAR nelle aree di loro competenza, secondo i piani di soccorso o in base alle deleghe dell'IMRCC.
Tutti gli altri uffici periferici del Corpo delle capitanerie di porto, sono classificati UCG (Unità costiere di guardia), i quali hanno la facoltà di coordinamento degli eventi SAR che accadono nelle proprie giurisdizioni, sempre secondo le deleghe permanenti o degli organi sovraordinati.
In fase di coordinamento di soccorsi marittimi, i Centri secondari di Soccorso e le unità costiere di guardia hanno facoltà di richiedere i mezzi necessari anche ad altre Amministrazioni dello Stato o privati.

### Convenzioni affini
- Regolamento internazionale per prevenire gli abbordi in mare
- Convenzione internazionale per la prevenzione dell'inquinamento causato da navi
- Convenzione internazionale per la salvaguardia della vita umana in mare
- Convenzione internazionale sugli standard di addestramento, abilitazione e tenuta della guardia per i marittimi
- Convenzione delle Nazioni Unite sul diritto del mare
- Convenzione internazionale sul salvataggio
- Convenzione internazionale sul lavoro marittimo
- Codice internazionale per la sicurezza delle navi e degli impianti portuali